# Erkki Kourula
Erkki Kourula (12 juni 1948) is een Fins hoogleraar, diplomaat en rechter. Na werkzaam te zijn geweest als docent aan de Universiteit van Helsinki, hoogleraar aan de Universiteit van Lapland en als strafrechter, vervolgde hij zijn carrière bij het Ministerie van Buitenlandse Zaken. Sinds 2003 is hij rechter van het Internationale Strafhof.

## Levensloop
Kourula studeerde rechten aan de Universiteit van Helsinki en behaalde daar in 1971 een bachelor- en in 1974 een mastergraad. In 1977 promoveerde hij tot doctor bij Ian Brownlie aan de Universiteit van Oxford met een proefschrift in het thema The Identification and Characteristics of Regional Arrangements for the Purpose of the United Nations Charter.
Rond vijftien jaar doceerde hij aan de Universiteit van Helsinki. In 1972, 1975 en 1977 gaf hij verder les aan de Haagsche Academie voor Internationaal Recht, bij bijeenkomsten van het Finse Rode Kruis en aan de militaire academie. Nadat hij in 1979 een jaar lang als strafrechter had gewerkt aan een gerecht van eerste aanleg, werd hij van 1982 tot 1983 hoogleraar internationaal recht aan de Universiteit van Lapland in Rovaniemi.
Sinds 1985 werkte hij voor het Ministerie van Buitenlandse Zaken. Daar was hij onder meer van 1989 ot 1991 leidinggevende voor zaken op het gebied van internationaal recht en vervolgens tot 1995 gezant en juridisch adviseur van de permanente vertegenwoordiging van Finland bij de Verenigde Naties in New York. Van 1986 tot 1990 en van 1995 tot 1997 was hij lid van de Finse delegatie in de Algemene Vergadering van de Verenigde Naties. Tot 1998 was hij daarna plaatsvervangend algemeen directeur voor rechtsaangelegenheden. In deze functie leidde hij de Finse delegatie tijdens de onderhandelingen in Rome die leidden tot de oprichting van het Internationale Strafhof in Den Haag. Vervolgens werd hij vertegenwoordiger met de rang van ambassadeur bij de Raad van Europa in Straatsburg.
In 2002 werd hij algemeen directeur voor rechtsaangelegenheden bij het ministerie. In deze functie vertegenwoordigde hij Finland bij het Europese Hof voor de Rechten van de Mens in Straatsburg en bij het Europese Hof van Justitie in Luxemburg. Een jaar later trad hij aan als rechter van de beroepskamer van het Internationale Strafhof in Den Haag. In 2006 werd hij herkozen voor een periode van negen jaar.